# Acque del sud
Acque del sud (To Have and Have Not) è un film del 1944 diretto da Howard Hawks, con Humphrey Bogart e Lauren Bacall, qui al suo esordio cinematografico. Nel film la necessità propagandistica si sposa con i temi caratteristici di Hawks (e in parte anche di Hemingway, di cui era buon amico): l'amicizia virile, la dignità, il coraggio.

## Trama
Martinica, 1940. L'isola è una colonia francese, controllata dai funzionari del Governo di Vichy dopo la sconfitta della Francia. Ma alcuni patrioti francesi non accettano la pace col nemico e si riuniscono per organizzare la resistenza e preparare la riconquista del territorio nazionale. Sull'isola, e precisamente all'albergo Marquise di proprietà di un francese suo buon amico, vive il capitano Harry "Steve" Morgan: un quarantenne statunitense, affascinante, cinico e disincantato, che si guadagna da vivere accompagnando i turisti a pesca d'altomare col proprio motoscafo in compagnia del fidato amico Eddie, un marinaio ubriacone e dal cuore d'oro. La sua vita è destinata a cambiare quando un bel giorno una giovane connazionale, la bella e maliziosa Marie "Slim" Browning, atterra sull'isola e prende alloggio nello stesso albergo, mentre nel frattempo Harry accetta la richiesta di Frenchy di aiutare una coppia di patrioti francesi, braccati dai funzionari di Vichy, a raggiungere segretamente l'isola con una pericolosa missione notturna. Scopo della missione è liberare il benemerito compatriota, deportato sulla vicina Isola del Diavolo, e con il suo aiuto sferrare l'attacco decisivo ai collaborazionisti di Vichy. Harry, in un primo tempo diffidente, accetta per denaro, ma presto una profonda, e ricambiata, simpatia umana nascerà verso i patrioti francesi. Nel frattempo anche la bella e intelligente Slim, che fin dal principio aveva innescato un elegante gioco di seduzione con Harry, è sempre più coinvolta nell'operazione, mentre il burbero Harry, a sua volta, è sempre più affascinato dalla giovane americana.

## Produzione
Questa pellicola, che a tratti ricorda Casablanca, fu girata da Hawks come versione cinematografica molto libera ed autonoma di un romanzo di Ernest Hemingway intitolato Avere e non avere (To Have and Have Not), scritto nel 1937. Da quest'opera minore, ma sciolta e vivace, dal tono quasi chandleriano, Hawks ricavò questa pellicola sulla base di una sceneggiatura cui aveva messo mano anche lo scrittore e poeta statunitense William Faulkner, di cui il regista era buon amico.
Hoagy Carmichael, uno dei più importanti compositori musicali statunitensi, autore della famosa Stardust (1927), partecipa al film come attore, la sua seconda attività.

### Doppiaggio
Il film, per cause belliche, giunse nelle sale italiane nel 1947, con il doppiaggio eseguito dalla CDC con Bogart doppiato da Bruno Persa; nella versione per i passaggi televisivi e per i DVD, circola la versione con il doppiaggio di Bogart effettuato da Paolo Ferrari negli anni settanta per la RAI.

### Locandine
La realizzazione delle locandine italiane fu affidata al pittore cartellonista Luigi Martinati.

## Curiosità
La pellicola segnò anche l'incontro fra i due attori protagonisti, l'allora 44enne Humphrey Bogart e la giovanissima Lauren Bacall, appena 19enne: una differenza d'età di 25 anni che tuttavia non impedì lo sbocciare di uno dei più duraturi amori di Hollywood. Bogart e Bacall si sposarono nel 1945 e furono, fino al 1957 con la prematura scomparsa di Bogart, una delle coppie in assoluto più celebri e amate, sia sul set che fuori, del mondo del cinema.
Una battuta del film ("Sai fischiare, no? Unisci le labbra… e soffia", "You know how to whistle, don't you, Steve? You just put your lips together and blow" in lingua originale) è stata inserita nel 2005 nella lista delle cento migliori citazioni cinematografiche di tutti i tempi stilata dall'American Film Institute, nella quale figura al 34º posto.